# Al-Asakra
Al-Asakra (en arabe : العساكرة) est un village palestnien du gouvernorat de Bethléem, en Cisjordanie. Il se trouve à 4,5 km au sud-est de Bethléem et est rattaché à la municipalité de Jannatah. D'après le Bureau central palestinien des statistiques, Al-Asakra compte plus de 1 001 habitants au milieu de l'année 2006.
Le village s'étend sur 2 116 dounams. Il se trouve dans la zone C et est sous contrôle des autorités israéliennes.
L'activité économique d'Al-Asakra repose principalement sur l'agriculture.